# Niclas Heimann
Niclas Heimann (Engelskirchen, Alemania, 12 de marzo de 1991) es un futbolista alemán. Se desempeña como portero y actualmente milita en el VVV-Venlo de la Eredivisie. Por su forma de juego, ha sido comparado con jugadores como René Adler y Petr Čech.

## Trayectoria
Niclas comenzó su carrera en el Bayer Leverkusen de Alemania. En 2007, la Academia del Chelsea Football Club logró su contratación, al mismo tiempo en que otro joven guardameta alemán con un nombre casi idéntico al de Niclas dejaba al club, Nick Hamann.
Luego de no haberse podido mostrar en la temporada 2007-08, Niclas disputó 12 partidos con el equipo juvenil en la temporada 2008-09, incluyendo partidos en la FA Youth Cup. Además, Niclas disputó 2 partidos con el equipo de reservas.
Al comienzo de la temporada 2009-10, Niclas firmó un contrato profesional con el Chelsea, además de haber sido promovido al equipo de reservas. Sin embargo, Niclas tuvo que luchar por la titularidad con Rhys Taylor y Jan Šebek, lo que lo obligó en algunas ocasiones a irse al equipo juvenil para jugar partidos y obtener regularidad.
Durante el mes de enero de 2010, Niclas pasó una semana a prueba en el Arminia Bielefeld con la intención de ser fichado de forma permanente. Sin embargo, no se concretó el traspaso. Ese período a prueba fue seguido por otros en el Fortuna Düsseldorf y el Red Bull Salzburg, siendo finalmente fichado por este último el 7 de junio de 2010.

## Selección nacional
Niclas ha sido internacional con la Selección de Alemania Sub-17 y Sub-18.

## Clubes
| Club      | País         | Año    |
| --------- | ------------ | ------ |
| VVV-Venlo | Países Bajos | 2012 - |